# Плентиуд
Плентиуд (на английски: Plentywood) е град в окръг Шеридан, щата Монтана, САЩ. Плентиуд е с население от 2061 жители (2000) и обща площ от 3 km². Намира се на 624 m надморска височина. ЗИП кодът му е 59254, а телефонният му код е 406.